# Metastrongylus
Metastrongylus ist eine Gattung von in der Lunge von Schweinen parasitierenden Fadenwürmern mit sieben Arten. In einer europäischen Wildschweinpopulation konnten Parasiten der Gattung bei 77,4 % der Schweine festgestellt werden. Sie sind Auslöser der Metastrongylose.

## Merkmale
Die Würmer sind schlank, weiß und Weibchen bis zu 6 cm lang. Das Vorderende hat zwei seitliche, dreilappige Lippen. Die Bursa copulatrix ist gut entwickelt, weist aber verkürzte Rippen auf. Die ventralen und die lateralen Rippen entspringen jeweils aus einem gemeinsamen Stamm. Die anterolateralen Rippen sind am kräftigsten, die externodorsalen kurz und dünn. Die kleinen dorsalen Rippen verzweigen sich in zwei Äste. Die Spicula sind lang und fadenförmig. Weibchen haben eine relativ lange Vagina, die Vulva liegt im hinteren Körperabschnitt nahe des Anus.

## Entwicklungszyklus
Die Eier sind dickschalig und 45–57 × 38–41 μm groß. Sie werden in den Bronchien abgelegt, hochgehustet, abgeschluckt und dann über den Kot ausgeschieden. Sie enthalten bei der Abgabe bereits die Larve 1, die Metastrongylus-Arten sind also ovovivipar. Die Eier sind bei niedrigen Umgebungstemperaturen äußerst resistent und können mehr als ein Jahr ansteckungsfähig bleiben. Normalerweise schlüpft die Larve 1 allerdings unmittelbar nachdem das Ei in die Außenwelt gelangt ist. Sie wird dann von einem Zwischenwirt aufgenommen. Als Zwischenwirt dienen Regenwürmer, insbesondere der Gattungen Eisenia und Lumbricus. Im Regenwurm entwickelt sich die Larve 3, was unter günstigen Bedingungen 10 Tage in Anspruch nimmt. Im Zwischenwirt können die Larven bis zu sieben Jahren verweilen. Dieser wird schließlich vom Endwirt aufgenommen, im Darm durchdringt die Larve 3 die Darmwand und gelangt über Lymphgefäße zu den Mesenteriallymphknoten. Hier häutet sie sich zur Larve 4, welche über Lymph- und dann Blutgefäße in die Lunge gelangt. Hier dringt sie in die Bronchien vor und häutet sich zum Adultus.

## Systematik
Zur Gattung gehören:
- Metastrongylus apri (Syn. M. elongatus)
- Metastrongylus asymmetricus
- Metastrongylus confusus
- Metastrongylus madagascariensis
- Metastrongylus pudendotectus
- Metastrongylus salmi

M. apri, M. salmi und M. pudendotectus kommen weltweit am häufigsten vor.